# 熊野神社 (幸手市)
熊野神社（くまのじんじゃ）は、埼玉県幸手市の神社。

## 歴史
天正年間（1573年 - 1592年）に創建された。現在の地名は「北」であるが、かつては「権現堂村」と呼ばれており、当社が位置していたことに由来する。1802年（享和2年）の洪水で、古記録が流されてしまったため、詳細は不明となっている。かつては若宮神社と白山神社との合社で、「熊野若宮白山権現合社」と称しており、村名にもなるくらいの大規模な神社だったという。「正智院」が別当寺であった。正智院は明治初期の神仏分離により、廃寺に追い込まれた。
また明治初期までに若宮・白山の両社は当社から分離しており、残された熊野神社が1872年（明治5年）、近代社格制度に基づく「村社」に列せられた。1910年（明治43年）の神社合祀により周辺の3社が合祀されたが、その後に復祀されている。

## 交通アクセス
- 幸手駅より徒歩28分。